# Спреи на основе солевых растворов
Спреи на основе солевых растворов (в том числе — морской воды) — парамедицинские средства,  способствуют разжижению слизи и нормализации её выработки в бокаловидных клетках слизистой оболочки носовой полости. Фармакологическое действие препарата — увлажняющее.
Морская вода, стерилизованная и приведённая к изотоническому состоянию, способствует поддержанию нормального физиологического состояния слизистой оболочки полости носа. При аллергических и вазомоторных ринитах такие препараты способствуют смыванию и удалению аллергенов и гаптенов со слизистой носа, уменьшению местного воспалительного процесса.
Спрей на основе солевого раствора, применяемый с гигиеническими целями, способствует очищению слизистой от пыли. Эффект подобных спреев связан с воздействием на ресничный эпителий носовой полости.
Спрей представляет собой бесцветный прозрачный стерильный изотонический раствор морской воды без запаха. Может содержать соли натрия, калия, магния и др. и микроэлементы.  Эти спреи не являются лекарственными препаратами, хотя производители спреев и относят их к антиконгестантам. Спреи выпускаются в стеклянных и пластиковых флаконах с насадкой для впрыскивания раствора в носовые ходы.

## Показания
Применение спрея на основе солевых растворов показано:
- детям и взрослым при острых и хронических воспалительных заболеваниях полости носа, придаточных пазух и носоглотки;
- детям, страдающим гипертрофией аденоидов;
- детям и взрослым при аллергических и вазомоторных ринитах (особенно лицам, предрасположенным или страдающим повышенной чувствительностью к лекарственным препаратам);
- детям и взрослым в качестве профилактики инфекций полости носа в осенне-зимний период;
- лицам, страдающим заболеваниями слизистой оболочки полости носа, проявляющимися её сухостью (как правило, пожилым);
- лицам, живущим и работающим в помещениях с кондиционированным воздухом и/или центральным отоплением, с целью сохранения физиологических характеристик слизистой оболочки в измененных микроклиматических условиях;
- людям, слизистая оболочка верхних дыхательных путей которых постоянно подвергается вредным воздействиям (курильщики, водители автотранспорта, люди, работающие в горячих и запыленных цехах, а также находящиеся в регионах с суровыми климатическими условиями).

Возможно применение с другими лекарственными средствами, используемыми для лечения насморка.

## Побочные действия
Возможны аллергические реакции.

## Способ применения и дозы
Препараты отпускаются без рецепта.
Спрей впрыскивают или закапывают в каждый носовой ход столько, сколько требует ситуация, устраняя вытекающий избыток жидкости с помощью ваты или носового платка. Процедура может быть повторена многократно до тех пор, пока скопления загрязняющих частиц не будут успешно размягчены и удалены.